# 14ymedio
14ymedio es un medio informativo cubano con sede en La Habana. Fue fundado el 21 de mayo de 2014, por la bloguera y activista cubana Yoani Sánchez y el periodista Reinaldo Escobar.   El proyecto arranca con un grupo de 12 redactores, cuyo objetivo es producir un diario digital con noticias de toda índole. El medio contiene noticias de Cuba y del mundo, relacionadas con temas de política nacional, internacional, economía, cultura, sociedad, ciencia y tecnología y deportes. También publica editoriales y artículos de opinión, entrevistas y reportajes. 
El nombre ‘14ymedio’ caracteriza al proyecto en varios sentidos. El número 14 se debe a que el medio se origina “en el piso 14 y en el año 14” del nuevo milenio; la ‘Y’ ha sido una letra característica de los proyectos de la fundadora del medio, quien inició también “Generación Y”; y ‘medio’ alude a la connotación periodista del proyecto.
14ymedio nace en formato digital en uno de los países de menor conectividad a internet de todo el planeta en aquel entonces. Dada la situación política de Cuba, donde el gobierno controla todos los medios de comunicación y bloquea regularmente el acceso a páginas web que se muestran hostiles hacia el oficialismo, el diario comenzó operando sin acceso a internet, pues este se encontraba muy limitado en la isla. Al inicio el grupo subía la información a la red con ayuda de sus contribuidores en el extranjero, o utilizando el acceso a Wifi desde hoteles. Pero ese método cambió a partir del 6 de diciembre de 2018 cuando la Empresa de Telecomunicaciones de Cuba habilitó el acceso a internet desde los móviles. Desde entonces, la mayor parte del contenido del diario se sube desde la Redacción en La Habana, ubicada en el piso 14 de un edificio modelo yugoslavo en el municipio Plaza de la Revolución.

## Historia
14ymedio nace como un proyecto personal de Yoani Sánchez, fundadora del blog Generación Y, el cual hoy cuenta con cerca de mil textos publicados y más de un millón de comentarios.  Su objetivo principal es “informar, opinar, abrir espacio al debate, respetar al que piensa diferente, nos ayudará a armonizar la libertad de expresión con la responsabilidad ciudadana”.  Para su financiamiento inicial, el periódico recibió aproximadamente $150,000 dólares en inversiones privadas. Desde 2017 inauguró un sistema de membresía que permite a los lectores financiar parte del trabajo editorial, además se nutre económicamente de la venta de su contenido a otros medios y tiene una alianza con El Nuevo Herald.   
La primera edición de 14ymedio se centró en una amplia variedad de temas, como política, cultura y sociedad. Presentó una crítica al sistema de salud cubano y un cuestionamiento del estatus del béisbol como deporte nacional. Su portada incluyó el reportaje “Madrugada Roja: La Habana está matando allá afuera” de Víctor Ariel González, en el cual se discute la violencia en la capital de la isla; un artículo de opinión sobre las reformas económicas de Raúl Castro, escrito por la bloguera disidente Miriam Celaya.
Tres horas después de que 14ymedio publicara por primera vez en internet, el sitio fue hackeado. Quienes intentaban acceder a la página web eran direccionados a una página titulada “Yoani$landia”, la cual mencionaba que los cubanos estaban “hartos de que Yoani Sánchez se presente como la Madre Teresa de Calcuta de los disidentes de Cuba”.  Técnicos de internet que probaron las conexiones evidenciaron que la redirección de la página estaba siendo realizada por ETECSA, el monopolio de comunicaciones del gobierno cubano. No obstante, los usuarios pueden acceder al sitio sin restricción alguna desde cualquier otro lugar del mundo. 
Reconociendo que esta había sido una iniciativa del gobierno cubano, Yoani Sánchez publicó en su cuenta de Twitter: “Mala estrategia del Gobierno cubano. No hay nada más atractivo que lo prohibido”.
Las acciones del gobierno cubano frente a 14ymedio provocaron reacciones en la esfera internacional. La Sociedad Interamericana de Prensa culpó al gobierno cubano por el bloqueo, y manifestó que esta censura muestra que el gobierno cubano todavía considera que “la libertad de expresión es una concesión y no un derecho humano”. Roberta Jacobson, la Secretaría Asistente de Estado para Asuntos del Hemisferio Oeste, condenó el bloqueo en su cuenta de Twitter.
A pesar de estas acciones en su contra, 14ymedio no ha dejado de publicar diariamente desde el día de su lanzamiento. El medio ha mostrado consistencia y crecimiento estable en cuanto a alcance. Desde mayo de 2014, 14ymedio ha alcanzado 17.000 seguidores en Facebook y 26.100 en Twitter. 
Desde su lanzamiento en mayo de 2014, 14ymedio ha recibido reconocimiento crítico por parte de una gran variedad de destacados medios internacionales. Al-Jazeera destacó que 14ymedio es “el primer medio de comunicación independiente en Cuba en 50 años que pone a prueba la tolerancia del régimen de Castro hacia la disidencia” BBC consideró que 14ymedio “contribuirá con información, de manera que los cubanos puedan decidir sobre sus propios destinos con madurez", mientras que ViceNews se refirió al diario como “un nuevo jugador en la esfera de medios homogéneos en la isla comunista, que ya está poniendo a prueba los límites de un estricto control del gobierno en la esfera digital”.

## Contenido
Actualmente, 14ymedio publica más de una docena de artículos por día, de los cuales se publica contenido original y también noticias internacionales que provienen de otras agencias de noticias:
- Noticias internacionales, por medio de convenios con agencias de noticias y colaboradores
- Noticias nacionales y fotografías
- Debates, los cuales incluyen temas variados, desde política doméstica e internacional hasta eventos sociales y culturales
- Fotogalerías, las cuales muestran la realidad de Cuba mediante fotos de la situación actual
- Entrevistas a figuras nacionales e internacionales, tales como Joe Biden, Mario Vargas Llosa, Lech Walesa, etc.[10]
- Eventos culturales, mediante una sección cultural completa, con eventos de La Habana y otras provincias
- Precios de mercado, donde se publican los precios de los bienes de primera necesidad en distintos mercados de Cuba

14ymedio reporta en tiempo real sobre los acontecimientos nacionales e internacionales que pueden resultar relevantes para quienes viven en la isla. Cuando Cuba y EE. UU. anunciaron la normalización de relaciones en diciembre de 2014, por ejemplo, 14ymedio fue el único medio de noticias independiente presente en Cuba reportando sobre las noticias en tiempo real. Los artículos de 14ymedio fueron citados en grandes medios de noticias internacionales, incluyendo The New York Times, Washington Post, Time Magazine, El País y otros importantes servicios de cables de noticias. De igual manera, 14ymedio fue una fuente de información de suma importancia durante la visita de Roberta Jacobson a Cuba. La Subsecretaria de Estado para el Hemisferio Occidental visitó la redacción de 14ymedio en La Habana.
Como consecuencia de la acogida que el medio tuvo a nivel internacional, el equipo de 14ymedio decidió lanzar una versión en inglés, para permitir que lectores que no son de habla hispana puedan recibir información desde Cuba sobre los acontecimientos relacionados con el restablecimiento de relaciones diplomáticas con Estados Unidos, así como sobre la situación de la isla en general. La versión en inglés de 14ymedio funciona gracias a la colaboración de traductores voluntarios, quienes se encargan de traducir al inglés los artículos de más relevantes que se publican el medio.

## Equipo de 14ymedio
El equipo de 14ymedio, dirigido por Yoani Sánchez, trabaja desde el departamento de la misma en Cuba. Está conformado por 12 reporteros y colaboradores.  Entre sus miembros están Lilianne Ruiz, Luz Escobar, hija del periodista y editor en jefe de 14ymedio Reinaldo Escobar, y Víctor Ariel González, hijo de la bloguera disidente Miriam Celaya.  Todos ellos son individuos que están dispuestos a correr el riesgo que implica el expresar una opinión distinta a la del gobierno. 
A finales de diciembre de 2014, varios miembros del equipo de 14ymedio fueron detenidos. Reinaldo Escobar fue detenido cuando salía del edificio; fue esposado y llevado a la patrulla n. 628 que esperaba delante del edificio. Fue también detenido el reportero de 14ymedio Víctor Ariel González. El día previo a los hechos, un oficial había llegado a la casa de Luz Escobar para advertirle que no se acercara a la Plaza de la Revolución, donde la artista Tania Bruguera tenía previsto un evento para reivindicar la libertad de expresión de los ciudadanos. Durante ese día, la directora del diario, Yoani Sánchez, mantuvo arresto domiciliario.

## Línea editorial
14ymedio busca contrarrestar el monopolio de los medios oficiales, pues consideran que la prensa juega un papel importante en la formación de la conciencia cívica y en la conquista de las libertades. Los miembros del equipo de 14ymedio insisten que el mismo no es ni un blog ni un medio de oposición. Definen a 14ymedio como una forma de equilibrar una sociedad inundada de información oficial, con énfasis en lo que el gobierno no dice y con un enfoque más neutral, y expresan su “compromiso con la verdad, la libertad y la defensa de los derechos humanos, sin ataduras ideológicas o partidistas”.
Víctor Ariel González expresó que el medio nace con la idea de que el día en el que haya democracia “la gente lea 14ymedio y diga: ‘bueno, este periódico viene publicando desde el tiempo en el que no se podía, desde aquel pasado, cuando las cosas estaban prohibidas’”. De igual manera, Sánchez explicó que 14ymedio tiene la promesa de ser independiente y transparente, y afirmó que optó por el periodismo en línea para expresar sus críticas sobre el sistema actual cubano, en lugar de participar en la política como miembro de la oposición.

## Postura del gobierno cubano frente a 14ymedio
Según el diario oficialista de Cuba, el propósito de 14ymedio es “alimentar campanas de desinformación y difamación contra Cuba”. El gobierno cubano afirmó también, por el mismo medio, que 14ymedio es uno de los proyectos rebeldes que el gobierno estadounidense financia y apoya en Cuba.

## Reconocimiento
El trabajo de 14ymedio ahora se potencializa con la beca ‘Yahoo! Fellow’ que Yoani Sánchez obtuvo en Georgetown University como reconocimiento por su trabajo a favor de la libertad de expresión. ‘Yahoo! Fellow’ es una beca de investigación en internet global, tecnología, comunicaciones y valores internacionales, que le permitirá compartir su experiencia sobre el lanzamiento de 14ymedio en la sociedad cubana, e interactuar con estudiantes y miembros de la facultad para ampliar su perspectiva del mundo y de Cuba. Sánchez expresó que la beca en Georgetown es una oportunidad para mejorar la calidad de su trabajo y consecuentemente fortalecer el periodismo independiente en Cuba.